# Грушевська Марія-Іванна Сильвестрівна
Грушевська Марія-Іванна Сильвестрівна (Вояківська; 8 листопада 1868, Підгайчики, нині Тернопільського району Україна) — 19 вересня 1948, Київ) — українська вчителька, перекладачка. Дружина Голови Центральної Ради Української Народної Республіки Михайла Грушевського, мати Катерини Грушевської.

## Життєпис
Марія-Іванна Вояківська народилася 8 листопада 1868 року в селі Підгайчиках Королівства Галичини та Володимирії Австро-Угорської імперії (нині Тернопільського району Тернопільської області, Україна).
Навчалася у школах у містах Тернополі, Підгайцях, Станіславові (нині Івано-Франківськ), Кракові. Закінчила польський ліцей у Львові (1887). Викладала в школі містечка Скала (нині смт Скала-Подільська Борщівського району Тернопільської області).

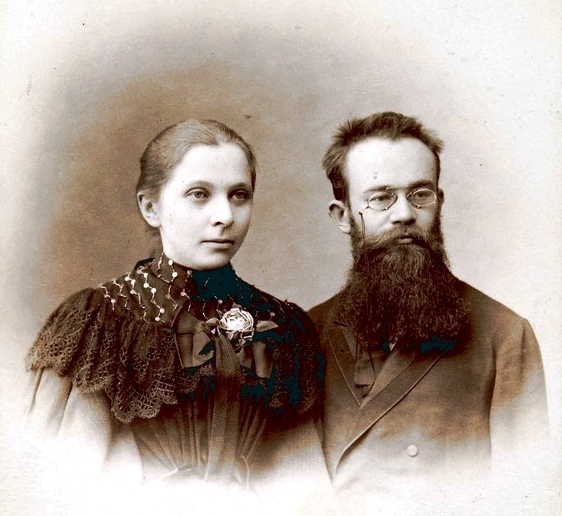
Марія та Михайло Грушевські у рік одруження

Від 1893 року — у Львові, де познайомилася з Михайлом Грушевським; у травні 1896 року в Скалі, де проживала родина її сестри Олімпії, взяла з ним шлюб у місцевій церкві святого Миколая. Не раз перебувала із сім'єю у брата Сильвестра в селі Богданівці (нині Підволочиського району) та матері Кароліни в Тернополі.
У Львові співала в хорі товариства «Боян». Вела листування із Соломією Крушельницькою.

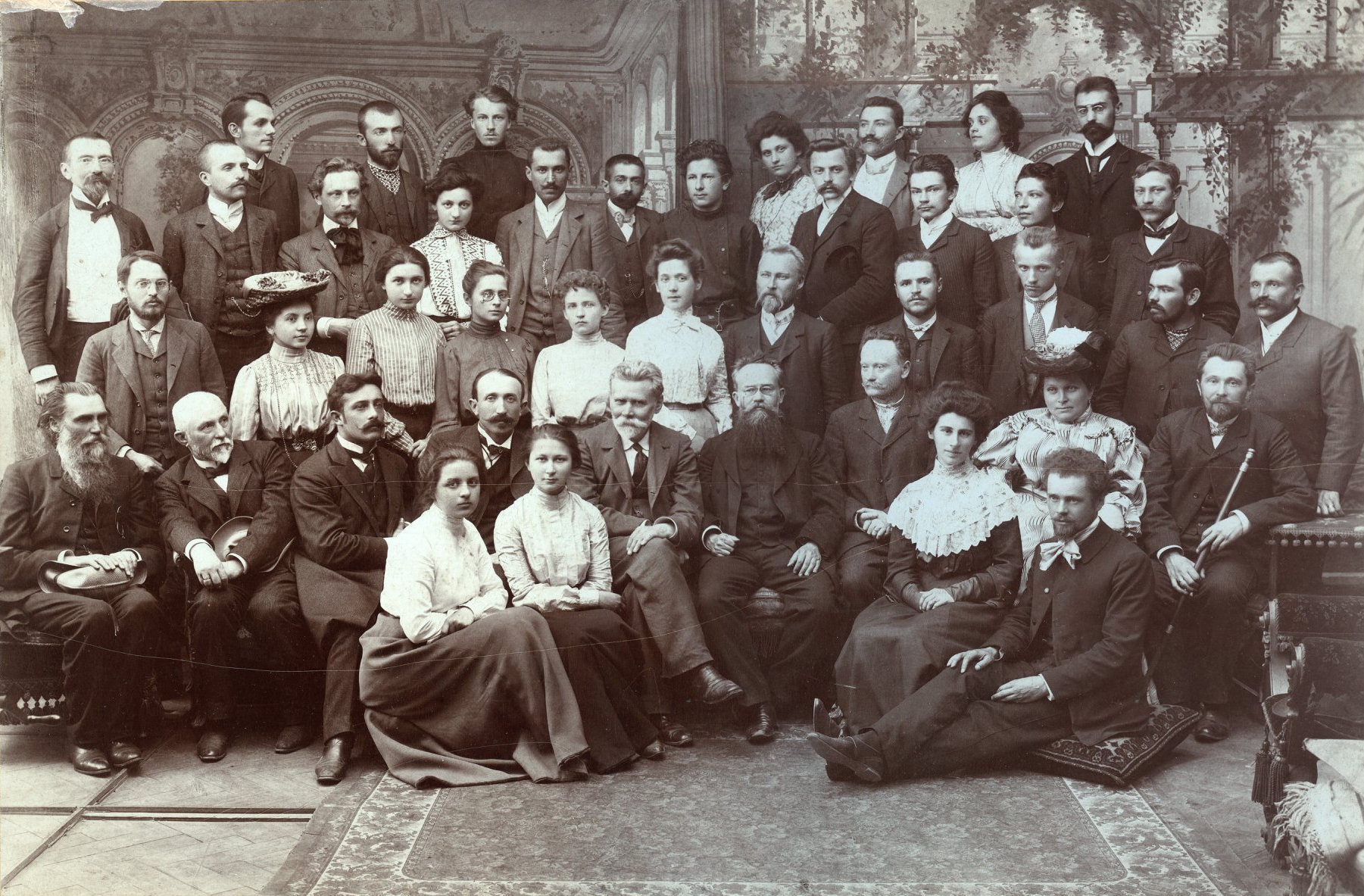
Викладачі та студенти Наукових курсів українознавства у Львові (організованих ТПУНЛШ), 5 липня 1904 р. Зліва направо: перший ряд (сидять): М. Дверницька, В. Чикаленківна, А. Трушева, І. Труш;
другий ряд (сидять): П. Рябков, Т. Ревакович, І. Брик, М. Ганкевич, Хв. Вовк, М. Грушевський, І. Франко, М. Грушевська, Вол. Гнатюк;
третій ряд (стоять): Вол. Дорошенко, М. Підлісецька (Мудракова), Г. Чикаленківна, К. Голицинська, О. Андрієвська, М. Липа, І. Липа, Ф. Шолудько, В. Панейко, Л. Сміщук, Л. Гарматій;
четвертий ряд (стоять): Вол. Лаврівський, Е. Голицинський, Юл. Бачинський, М. Крушельницька (Дроздовська), Дм. Дорошенко, Я. Грушкевич, Л. Чикаленко, Мих. Грушкевич, Ст. Дольницький, А. Хомик, М. Росткович;
п'ятий ряд (стоять): Юл. Ситник, Ол. Скоропис, Дм. Розов, Д. Старосольська (Шухевичівна), Вол. Загайкевич, Т. Єрми (п-ні Боднарова), Мих. Мочульський.

У лютому 1915 року Михайла Грушевського відправлено в заслання до Симбірська, і Марія разом із 14-річною донькою поїхала за ним.
1917 року ввійшла до складу Української Центральної Ради від просвітницьких організацій Києва; скарбнича Українського національного театру.
Від 1919 року разом з родиною перебуває в еміграції (Прага, Париж, Женева, знову Прага). Від осені 1920 року мешкали у Відні. Навесні 1924 року Грушевські прибули до УСРР та оселилися в Києві в будинку на вулиці Паньківській, 9.
Доньку Марії Катерину заарештували 10 липня 1938 року та згодом засудили за «сприяння антирадянській діяльності української націоналістичної організації з метою встановлення фашистської диктатури». Марія писала листи з проханням про перегляд справи у різні інстанції (навіть до Сталіна), однак безрезультатно. За документами КДБ Катерина померла 30 березня 1943 року в Темлазі.
У 79-річному віці Марії Грушевській підселяють соціально непевну родину Плотичерів. Померла 19 вересня 1948 року в м. Києві, затероризована подружжям, що вселились у кабінет Михайла Сергійовича і напередодні цього фатального дня її брутально пограбували. Похована поруч із чоловіком на Байковому кладовищі (ділянка № 6, біля Вознесенської церкви).

## Літературна діяльність
Перекладала твори російських (Антон Чехов, Лідія Веселицька), французьких (Альфонс Доде, Гі де Мопассан, Франсуа Коппе), німецьких (Йоганн Вольфганг Гете) письменників. 
В інтерпретації Грушевської вийшли збірки оповідань Антона Чехова «Мужики» (1898), «Моє житє; оповідане провінционалїста» (1899), «З дрібних оповідань» (1899), «Каштанка» (1901, пер. 1887), «Змора» (1904); епісполярний роман Й. В. Гете «Страждання молодого Вертера» (1912).
Друкувала статті на мистецькі теми в «Літературно-науковому вістнику», «Артистичному віснику» та інших львівських виданнях.

## Пам'ять

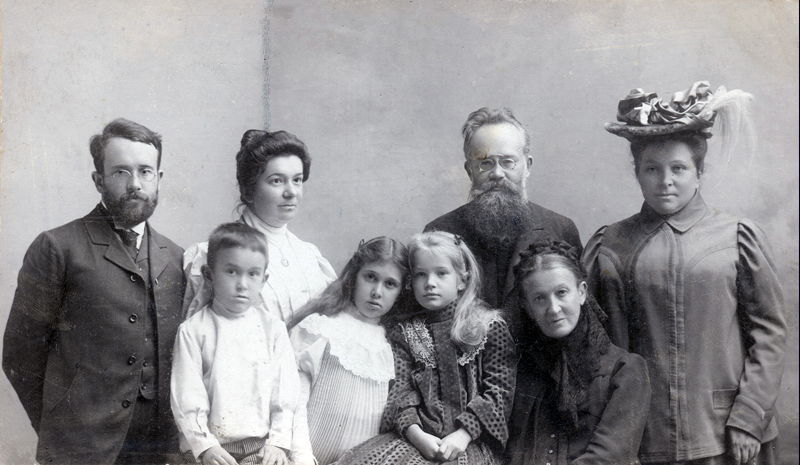
У такому складі родина Грушевських придбала Паньківську, 9. Стоять: Олександр, Ганна, Михайло, Марія. Сидять: Сергій та Ольга Шамраєви, Катерина, Глафіра Захаріївна. Грудень 1906 р.

- Михайло Грушевський присвятив дружині свою найголовнішу працю — «Історія України-Руси».
- Олесь Доріченко у своїй збірці поезій «Мандрівна брама» віршем «Зустріч із вдовою Михайла Грушевського» вклоняється добродійниці ласкавій:[9]

«…За щедру душу і святую вірність…
За те зерно, що впало на асфальт

Із Ваших рук…»
Поет описує Великдень голодного повоєнного 1947 року. Він грався з іншими дітьми у садку будинку № 9 на Паньківській. А Марія-Іванна Сильвестрівна пригостила їх Святою паскою і крашанками.
«…А рік по тому винесли труну
Із благодійницею нашою. Сусіди
Мерщій скарби шукати узялись
Та викидати книги на подвір'я.

…нічого не знайшовши…»
Олесь та інші діти понатягали тих книжок до хати та тяглися до них день у день. Допоки не прийшли пильні й все позабирали. А в ЖЕКу згодом купи тих книг, накриті рядном, довго ще валялись.